# Éveille-toi mon amour
Pour plus de détails, voir Fiche technique et Distribution.
Éveille-toi mon amour (Arise, My Love) est un film américain en noir et blanc réalisé par Mitchell Leisen, sorti en 1940.

## Synopsis
L'histoire d'amour entre un pilote et une journaliste qui se rencontrent dans les derniers jours de la guerre civile espagnole puis à travers les premiers jours de la Deuxième Guerre mondiale.

## Fiche technique
- Titre français : Éveille-toi mon amour
- Titre original : Arise, My Love
- Réalisation : Mitchell Leisen
- Scénario : Billy Wilder, Jacques Théry et Charles Brackett
  - d'après une histoire originale de Benjamin Glazer et Hans Székely
- Musique : Victor Young
- Décors : Hans Dreier et Robert Usher
- Costumes : Irene
- Photographie : Charles Lang Jr.
- Montage : Doane Harrison
- Production : Arthur Hornblow Jr.
- Société de production : Paramount Pictures
- Pays de production :  États-Unis
- Langue originale : anglais américain
- Format : noir et blanc — 35 mm — 1,37:1 — son : mono (Western Electric Mirrophonic Recording)
- Genre : comédie dramatique, comédie romantique
- Durée : 110 min
- Dates de sortie : 
  - États-Unis : 16 octobre 1940
  - France : 10 décembre 1941

## Distribution
- Claudette Colbert : Augusta (Gusto) Nash
- Ray Milland : Tom Martin
- Dennis O'Keefe : Joe 'Shep' Shepard
- Walter Abel : M. Phillips
- Dick Purcell : Pinky OConnor
- George Zucco : le directeur de prison
- Frank Puglia : Père Jacinto
- Esther Dale : Susie, la secrétaire
- Paul Leyssac : Bresson
- Ann Codee : Mme Bresson
- Stanley Logan : colonel Tubbs Brown
- Lionel Pape : Lord Kettlebrook
- Aubrey Mather : Achille
- Cliff Nazarro : Botzelberg
- Rudolph Anders : l'officier prussien

Acteurs non crédités
- Jean De Briac : serveur chez Maxim's
- Jean Del Val : chauffeur
- Armand Kaliz : chef d'orchestre
- Douglas Kennedy : étudiant
- Kurt Kreuger : sentinelle allemande
- Nestor Paiva : homme en uniforme

## Autour du film
Le film est basé sur l'histoire vraie du pilote mercenaire américain Harold Edward Dahl (en) (1909-1956). Pendant la guerre civile espagnole, il a combattu pour l'armée de l'air républicaine espagnole, a été abattu et fait prisonnier de guerre. Initialement condamné à mort, des milieux diplomatiques l'ont fait libérer. Sa première femme, Edith Rogers, une chanteuse connue pour sa beauté, aurait rendu visite à Franco en personne pour plaider la cause de son mari. Il est resté en prison jusqu'en 1940 puis est retourné aux États-Unis.

## Commentaires
- Le titre du film provient du Cantique des cantiques de la Bible (Cantiques 2:10) : « Ma bien-aimée parle et me dit : "Lève-toi, mon amour, ma belle..." » En anglais : « My beloved speaks and says to me : "Arise, my love, my fair one..." »[2]

- Claudette Colbert a déclaré que ce film était son préféré parmi tous ceux qu'elle a tournés[3],[4].

- Lors de sa sortie au Québec, le film suscite la controverse, notamment de la part de la revue L'Action catholique, sous prétexte qu'il célèbre les opposants du dictateur Franco et du clergé qui supportait ce dernier[5].

## Récompenses
Le film a remporté l'Oscar de la meilleure histoire originale (auteurs : Benjamin Glazer et Hans Székely) à la 13e cérémonie des Oscars (1941).